# 선의
선의(善意)는 다음과 같은 두가지 의미를 가진다.

## 일반
일반적 의미는 "착한 마음", "남을 위(爲)해서 좋게 보거나 좋은 면을 보려고 하는 마음", "좋은 뜻", "좋은 의도" 등을 뜻한다.

## 법률
법률 용어로서의 선의(善意)는 어떤 사실을 알지 못하는 것을 의미하며 반면 악의(惡意)는 어떤 사실을 알고 있는 것을 뜻한다. 일상적 의미, 즉 "좋은 뜻", "착한 마음", "좋은 의도"와는 전혀 무관하다. 선의와 악의는 법률사실에 관한 분류에 의할 때는 관념적 용태에 속한다. 민법과 상법 등에서는 선의, 악의 여부에 따라 법률효과를 달리하는 규정을 두고 있는 경우가 많다. 예컨대 대한민국 민법에서는 법률행위가 무효 혹은 취소되었을 경우 거래의 안전을 위해 선의의 제 3자에게 대항할 수 없다는 규정, 즉 무효 혹은 취소의 효과를 주장할 수 없다는 규정을 다수 두고 있다. 이들 규정들을 반대로 해석하면 악의의 제 3자의 경우는 보호받지 못하는 것이 된다.

## 판례
- 민법 제201조 제1항에 의하면 선의의 점유자는 점유물의 과실을 취득한다고 규정하고 있는바, 건물을 사용함으로써 얻는 이득은 그 건물의 과실에 준하는 것이므로, 선의의 점유자는 비록 법률상 원인 없이 타인의 건물을 점유·사용하고 이로 말미암아 그에게 손해를 입혔다고 하더라도 그 점유·사용으로 인한 이득을 반환할 의무는 없다.[3]
- 민법 제201조 제1항에 의하여 과실취득권이 있는 선의의 점유자란 점유물의 과실을 취득한다고 규정되어 있고, 민법 제197조 제1항에 의하면 점유는 선의인 것으로 추정되도록 규정하고 있으나, 같은 조 제2항에는 선의의 점유자라도 본권에 관한 소에 패소한 때에는 그 소가 제기된 때로부터 악의의 점유자로 본다고 규정되어 있는바, 위 민법 제197조 제2항의 취지와 부당이득반환에 관한 민법 제749조 제2항의 취지 등에 비추어 볼 때, 여기서의 본권에 관한 소에는 소유권에 기하여 점유물의 인도나 명도를 구하는 소송은 물론 부당점유자를 상대로 점유로 인한 부당이득의 반환을 구하는 소송도 포함된다.[4]

## 같이 보기
- 대한민국 민법 제201조